# Dieci stratagemmi
| Recensione | Giudizio |
| ---------- | -------- |
| Ondarock   |          |

Dieci stratagemmi (reso graficamente X stratagemmi) è il ventiquattresimo album in studio del cantautore italiano Franco Battiato, pubblicato nel 2004 dalla Sony Music.

## Descrizione
L'album viene annunciato prima con il titolo MZS - Musiche di zone di sottosviluppo, poi come Fortezza Bastiani, mentre il titolo definitivo prende spunto dal libro I 36 stratagemmi, antico libro cinese di strategia militare, che gli viene regalato in quei giorni nella versione curata da Gianluca Magi e per il quale lo stesso Battiato scriverà poi una presentazione.
I "dieci stratagemmi" corrispondono infatti alle canzoni al suo interno. Il sottotitolo riportato sul retrocopertina, "Attraversare il mare per ingannare il cielo", è il primo degli stratagemmi descritti nel libro.
Tra i collaboratori dell'album figurano i Krisma, gli FSC di Davide Ferrario, la cantante Cristina Scabbia dei Lacuna Coil e la cantante giapponese Kumi Watanabe.
Il brano La porta dello spavento supremo venne eseguito in anteprima alla rassegna artistica "La Milanesiana" il 9 luglio 2004 e poi riproposto nella tournée estiva di Battiato di quell'anno. Ermeneutica venne resa disponibile per l'ascolto in streaming gratuito sul sito della Sony Music il 26 luglio e poi fu trasmessa in radio insieme a Tra sesso e castità dal 27 agosto.
Fu realizzato un videoclip promozionale di Ermeneutica, poi inserito come traccia video del CD, insieme a un'esecuzione dal vivo di Giubbe rosse registrata il 29 luglio 2004 a Segesta, e a tre poesie scritte e recitate dal filosofo Manlio Sgalambro, stretto collaboratore di Battiato e suo paroliere anche in quest'album.
Le canzoni del disco furono utilizzate come intermezzi del programma televisivo di Battiato Bitte, keine Réclame, accompagnate da videoclip realizzati per l'occasione. In particolare Tra sesso e castità faceva da sigla.

## I brani
- Tra sesso e castità è una delle cinque canzoni dell'album completamente in italiano.
- Il testo di Le aquile non volano a stormi riprende alcune poesie cinesi del IV-III secolo a.C. scritte da Qu Yuan. La musica utilizza ampi campionamenti dal brano Tabidachi degli Yoshida Brothers.
- Ermeneutica è un brano a sfondo politico, in cui si esprime una critica alla presidenza di George W. Bush.[4]
- Fortezza Bastiani cita l'omonima fortezza del romanzo Il deserto dei Tartari di Dino Buzzati.[4]
- Odore di polvere da sparo descrive il contrasto insito nella paradossale coesistenza tra la intrinseca natura guerrafondaia della civiltà occidentale e le velleità celebrative di talune sue manifestazioni religiose, «impulsi religiosi dell'Occidente-accidente».
- I'm that è l'unica canzone del disco completamente in inglese. Prende spunto da una poesia inglese del XVIII secolo.
- Conforto alla vita è un inno a non temere sempre il peggio e a non lasciarsi prendere dallo sconforto nei momenti difficili della vita, basato su alcuni scritti del filosofo tedesco Johann Gottfried Herder.
- 23 coppie di cromosomi è un brano di musica elettronica. Nella parte introduttiva c'è un chiaro ed esplicito riferimento a un classico di Karlheinz Stockhausen: Gesang der Jünglinge (Canto dei fanciulli nella fornace ardente). Oltre alle frasi in inglese in primo piano («To be a kangaroo, to be a spider... metamorphosis is coming»), si possono ascoltare altre frasi in italiano recitate da Battiato, ricavate da alcuni passi del libro La morte del sole di Sgalambro[7]: «La matematica è il tribunale del mondo. Il numero è ordine e disciplina. [...] L'inflazione che caccia nelle mani dell'individuo, in un gesto solo, miliardi di marchi, lasciandolo più miserabile di prima, dimostra punto per punto che il denaro è un'allucinazione collettiva».
- Apparenza e realtà contiene versi in tedesco cantati dai Krisma.
- La porta dello spavento supremo racconta di come ogni cosa del mondo è destinata a dissolversi, così anche noi, alla fine, non potremo evitare di attraversare "la porta dello spavento supremo". Il testo è composto da 17 versi: i primi 13 sono di Manlio Sgalambro, che ne canta alcuni, mentre gli ultimi 4, presenti nella coda finale del brano, intitolata nel libretto "il sogno", sono di Carlotta Wieck.

## Tracce
Testi di Franco Battiato e Manlio Sgalambro e musiche di Franco Battiato, tranne dove indicato.
1. Tra sesso e castità – 3:26
2. Le aquile non volano a stormi – 3:27 (musica: Kiminori Yajima[8] e Franco Battiato)
3. Ermeneutica – 3:35
4. Fortezza Bastiani – 3:21
5. Odore di polvere da sparo – 3:29 (testo: Manlio Sgalambro – musica: Maurizio Arcieri e Franco Battiato)
6. I'm that – 3:33
7. Conforto alla vita – 3:23 (testo: Manlio Sgalambro e Johann Gottfried Herder)
8. 23 coppie di cromosomi – 3:34 (testo: Manlio Sgalambro – musica: Maurizio Arcieri e Franco Battiato)
9. Apparenza e realtà – 3:39 (musica: Maurizio Arcieri e Franco Battiato)
10. La porta dello spavento supremo – 3:50 (testo: Franco Battiato, Manlio Sgalambro e Carlotta Wieck)

Durata totale: 35:17

## Formazione
- Franco Battiato - voce, pianoforte (tracce 2, 3, 10), chitarra (tracce 2, 4, 9), tastiera
- Saturnino - basso (traccia 4)
- Davide Ferrario - chitarra
- Carlo Guaitoli - pianoforte, direzione archi (tracce 1, 4-7)
- Stefano Spallanzani - basso
- Andrea Polato - batteria
- Manlio Sgalambro - voce (traccia 10)
- Cristina Scabbia - voce (traccia 6)
- Kumi Watanabe - voce (traccia 2, 3, 5)
- Krisma - voce (traccia 9), tastiera (tracce 5, 8, 9)
- English Chamber Orchestra - archi (tracce 1, 4-7)